# Hubertuskapelle Brandenberg

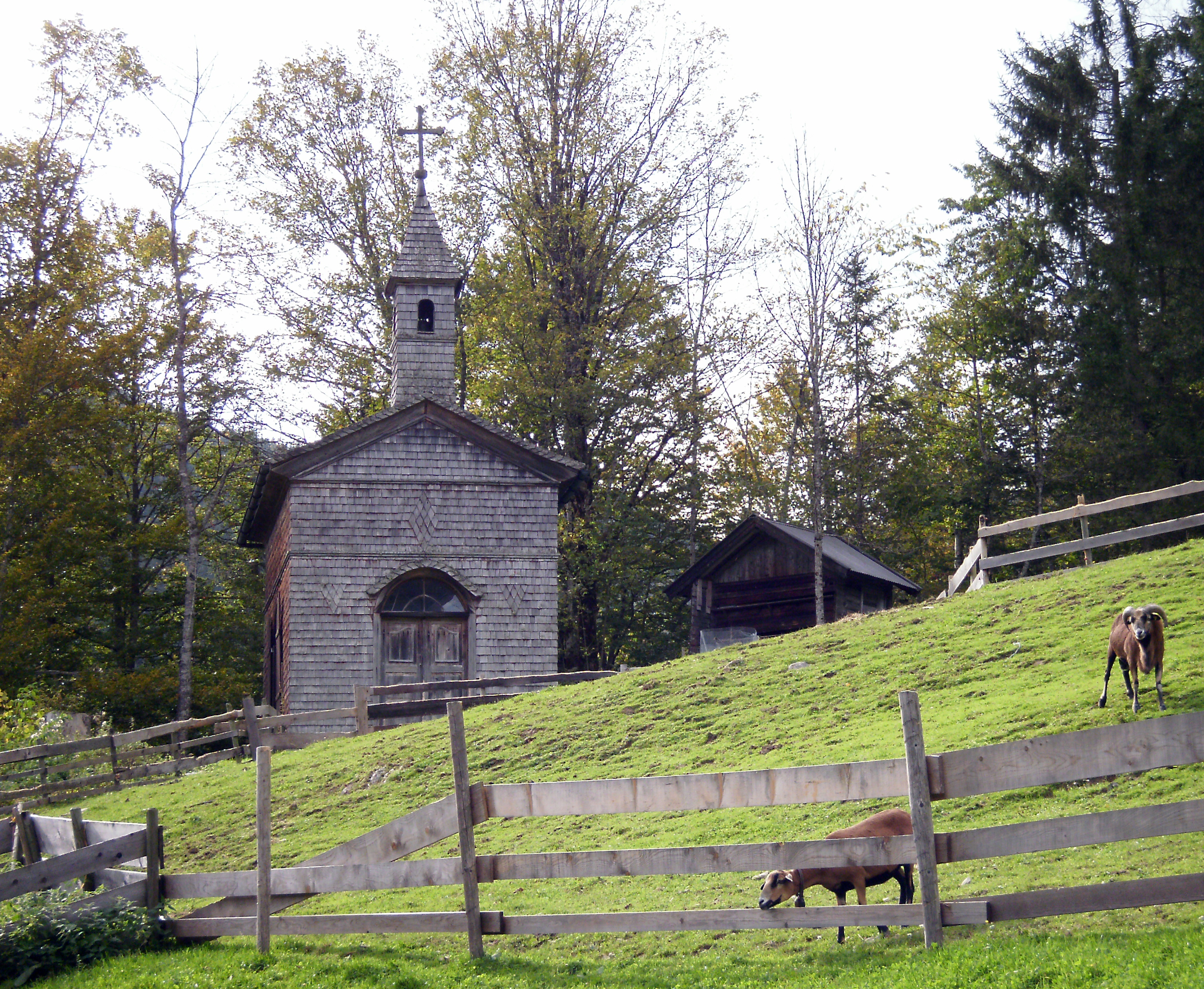
Hubertuskapelle (2012)

Die Hubertuskapelle bei der Erzherzog-Johann-Klause in der Gemeinde Brandenberg im Bezirk Kufstein in Tirol stand bis 2021 unter Denkmalschutz (Listeneintrag).
Die Kapelle wurde 1837 im Zuge des Baus der Klause als schindelverkleideter Holzbau mit einem Dachreiter errichtet. Der klassizistisch bemalte Altar zeigt den hl. Hubertus.